# Якимцов Валерій Віталійович
Валерій Віталійович Якимцов (нар. 28 жовтня 1952, Барановичі, Білоруська РСР) — радянський білоруський футболіст, захисник.

## Життєпис
Батько Валерія — військовий льотчик, підполковник, літав на Су-15, МіГ-21. Після закінчення школи Якимцов вступив до смоленського інституту фізкультури, у 1972—1973 роках грав у другій зоні першості СРСР за місцеву «Іскру». У 1975-1976 році виступав за калінінградську «Балтику». У 1977 році перейшов до ленінградського «Зеніту». За три роки провів у чемпіонаті 65 матчів, відзначився одним голом. У лютому-березні 1980 року команда проводила матчі групового етапу Кубку СРСР. Валерій, який святкував 8 березня день народження одного з футболістів, не зміг вчасно повернутися до пансіонату і незабаром відрахований із «Зеніту» за порушення спортивного режиму, через річну дискваліфікацію виступав у першості Ленінграда за ЛОМО.
Володар кубку Української РСР у складі київського СКА
У 1982-1984 грав у складі «Пахтакора», але після вильоту команди з вищої ліги вирішив закінчити кар'єру.
До 60 років грав за ветеранську команду «Зеніту», доки не переніс інсульт.